# Radnóti Miklós Kísérleti Gimnázium
A Radnóti Miklós Kísérleti Gimnázium egy nagy múltra visszatekintő szegedi gimnázium, mely Szeged belvárosában fekszik és az SZTE egyik bázisiskolája.

## Az iskola fő profilja
Az iskola fő profilja a tehetséggondozás. Ennek az eredményességét mutatja, hogy 2007–2012 között az Országos Középiskolai Tanulmányi Versenyek (OKTV) döntőibe összesen 160 tanulójuk jutott be. S bár egyes tantárgyak - elsősorban a biológia, a matematika, valamint a fizika és a kémia - dominanciája nyilvánvaló, mégis valamennyi fő tantárgyból volt döntősük. Az eredmények értékét növeli, hogy döntőseik közül 40-en az első tíz hely valamelyikén végeztek ez alatt az idő alatt.
E kiemelkedő eredmények mellett számos, országos viszonylatban jelentős tanulmányi versenyen értek el diákjaik kimagasló eredményeket. Ezekről, tanévekre, illetve tantárgyakra lebontva honlapjukon található bővebb ismertető.
Az elmúlt négy tanévben[mikor?] a felsőoktatási intézményekbe jelentkező tanulók 98,1%-át felvették. Az iskola tanulmányi átlaga 4,4 körül ingadozik.
Világ-, Európa- és olimpiai bajnok és érmes sportolók (pl. Fodor Rajmund vízilabdázó, Tóth Balázs taekwondós), valamint köz- és médiaszereplők (pl. dr. Martonyi János külügyminiszter, Ördög Nóra műsorvezető) is ebben az intézményben érettségiztek.
A 2017-ben végzős 12. M osztály érettségi átlaga 4,98 lett úgy, hogy a 146 érettségi osztályzatból csak három lett négyes. Ezzel rekordot állítottak fel.

## Nemzetközi Diákolimpiákon
2006–2016 között diákjaik 41 alkalommal lettek tagjai valamely, a Nemzetközi Diákolimpiákon hazánkat képviselő csapatnak. E nemzetközi megmérettetéseken (IMO, IPhO, IChO, IBO, EUSO,  IJSO,  EGMO, IGeo, MEMO, IOI tanulóik mindannyiszor éremmel tértek haza, összesen 17 arany, 25 ezüst és 17 bronzérmet szerezve öregbítették iskolájuk és hazájuk hírnevét.
- Aranyérmet nyertek

1. Szűcs Gergely - MEMO - 2008
2. Nagy Donát - MEMO - 2009
3. Nászai Máté - EUSO - 2009 és 2010
4. Nagy Donát - IMO - 2010
5. Szentirmai Márton - EUSO - 2010
6. Nászai Máté - IBO - 2011
7. Kovács Mónika - EUSO - 2011
8. Karkas Réka - EUSO - 2012
9. Nászai Anna - EUSO - 2013
10. Marton Ákos - EUSO - 2014
11. Williams Kada - MEMO - 2014
12. Varga Petra - EUSO - 2015
13. Lajkó Kálmán - MEMO - 2015
14. Marton Ákos - IBO - 2016
15. Nikolényi Gergő - IBO - 2016
16. Harangozó Ákos - EUSO - 2017

- Ezüstérmet nyertek

1. Kormányos Balázs - IOI - 2005 és 2006
2. Jankó Zsuzsanna - IMO - 2005 és 2006
3. Sárkány Lőrinc - IChO - 2007
4. Börcsök Bence - IJSO - 2009
5. Nagy Donát - IMO - 2011
6. Szentirmai Márton - IBO - 2011
7. Börcsök Bence - IPhO - 2011
8. Mester Márton - MEMO - 2011
9. Volford András - IJSO - 2011
10. Országh Noémi - IBO - 2012
11. Országh Noémi - IBO - 2013
12. Szuda Ágnes - IGEO - 2013
13. Nikolényi Gergő - EUSO - 2014
14. Williams Kada - IMO - 2015, IMO-2017
15. Marton Ákos - IBO - 2015
16. Nikolényi Gergő - IBO - 2015
17. Varga Petra - IBO - 2016
18. Harangozó Márk - EUSO - 2015
19. Lajkó Kálmán - IMO - 2016
20. Váli Benedek - MEMO - 2016
21. Varga Petra - IBO - 2016
22. Ótott Péter - EUSO - 2016
23. Harangozó Ákos - EUSO - 2016

- Bronzérmet nyertek

1. Sárkány Lőrinc - IChO - 2006
2. Szűcs Gergő - IMO - 2009
3. Nászai Máté - IBO - 2010
4. Szentirmai Márton - IBO - 2010
5. Hawchar Fatime - IBO - 2011
6. Hézső Tamás - IBO - 2012
7. Gyulai-Nagy Szuzina - EGMO - 2014
8. Gyulai-Nagy Szuzina - MEMO - 2014
9. Hegedűs Barnabás - IBO - 2014
10. Újházi Mihály - IBO - 2014
11. Szuda Ágnes - IGeo - 2014
12. Nagy-György Pál - MEMO - 2014
13. Gyulai-Nagy Szuzina - MEMO - 2015
14. Gyulai-Nagy Szuzina - EGMO - 2015
15. Williams Kada - IMO - 2016
16. Gyulai-Nagy Szuzina - MEMO - 2016
17. Kovács Eszter - IGEO - 2016

## Az iskola történelme
Az intézmény több mint százéves története bővelkedett eseményekben. Dualizmus, háború, Trianon. A kezdetben soknemzetiségű intézetből zömmel magyar anyanyelvűek iskolája lett. A létszám lényegesen lecsökkent. Ekkor Szegedi Magyar Királyi Főgimnáziumnak nevezték. Ez a korszak az 1898/99. tanévtől az 1921/22-es tanévig tartott.
Előbb csak a felső négy osztályt magában foglaló, később teljes nyolcosztályú gimnázium, a négyosztályos algimnáziummal ellentétben. A főgimnázium elnevezést az 1934. évi középiskolai törvény törölte el.
A Szegedre átköltözött kolozsvári egyetem céljára foglalták le az épületet, így a tanítás ismét idegen helyen folyt, s csak a húszas évek végétől tanulhattak újra a Tisza Lajos körúti alma materben.
A múltban három néven jegyezte a főhatóság:
1. Magyar Királyi Főgimnázium
2. Klauzál Gimnázium
3. Radnóti Gimnázium

## Igazgatók
Magyar Királyi Főgimnázium
- 1. Dr. Kárpáti Károly (1898–1918)
- 2. Dr. Kaufmann György (1920–1929)

Klauzál Gimnázium
- 3. Pazár Béla
- 4. Dr. Lindenschmidt Mihály
- 5. Barbier Péter
- 6. Somogyi József (1929–1935)
- 7. Úr Márton
- 8. Dr. Mihalik (Tarnai) László (1935–1936)
- 9. Dr. Máriaföldy (Mayer) Márton (1936–1942)
- 10. Bentzik Mihály

Radnóti Miklós Gimnázium
- 11. Gallé László (1944–1955)
- 12. Dr. Bánfalvi József (1955–1990)
- 13. Dr. Szabó Edit (1990–1995)
- 14. Gál Béla (1995–2000)
- 15. Mike Csaba (2000–2005)
- 16. Gál Béla (2005–2019)
- 17. Dr. Nagy Anett (2019–)[13]